# Barthélemy Prieur
Pour les articles homonymes, voir Prieur.
Barthélemy Prieur (né vers 1536 à Berzieux en Champagne et mort le 6 octobre 1611 à Paris) est un sculpteur français.

## Biographie

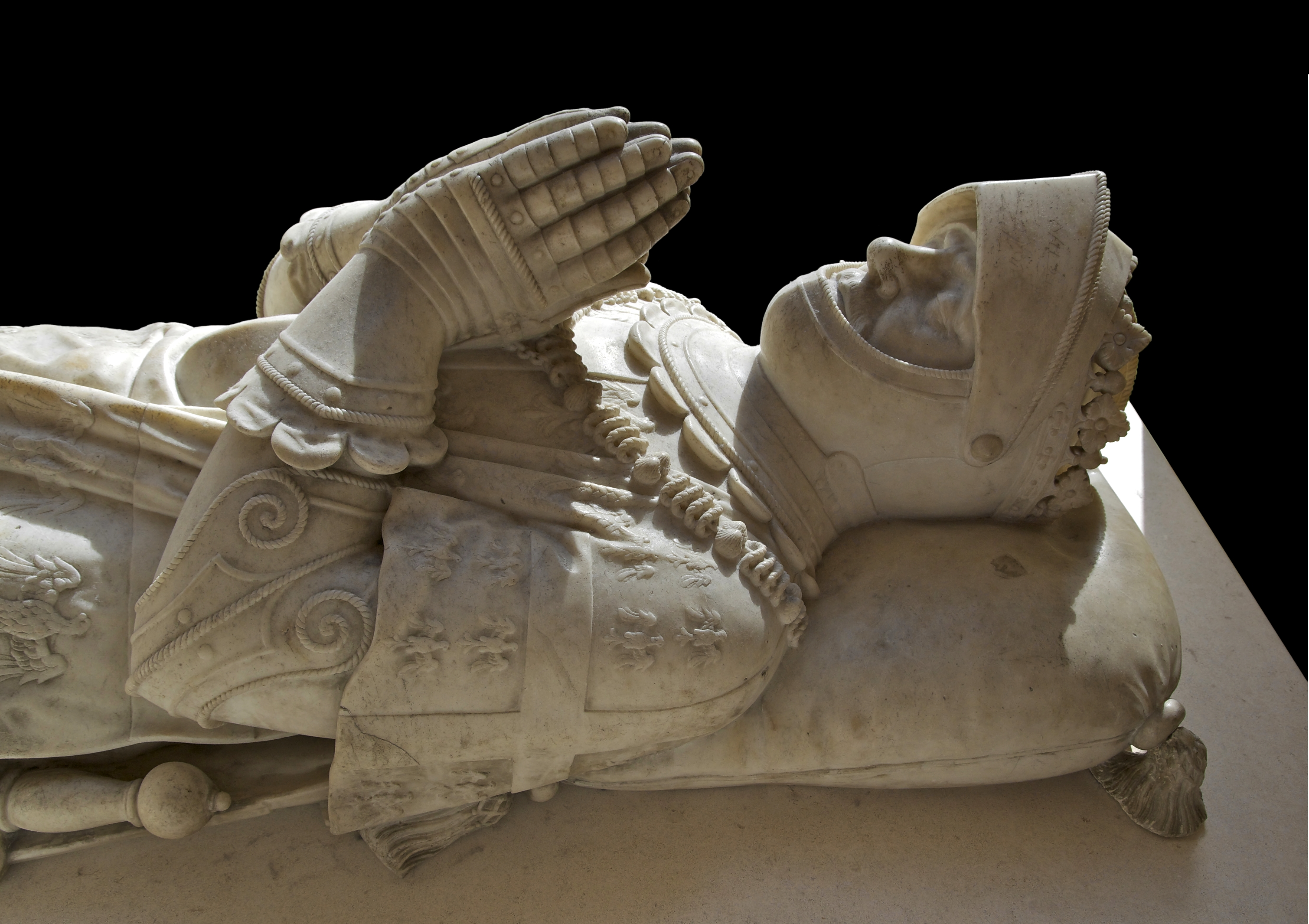
Gisant d'Anne de Montmorency (Musée du Louvre)

Longtemps considéré comme élève et successeur de Germain Pilon, Barthélémy Prieur, né en Champagne d'une famille paysanne, voyagea en Italie où, de 1564 à 1568, il a travaillé pour Emmanuel Philibert, duc de Savoie à Turin. À son retour en France, il réalisa principalement des monuments funéraires et des bustes mais aussi des petits bronzes.
En 1571 - année de son mariage avec la fille d'un orfèvre protestant parisien - , il reçoit sa première commande de Madeleine de Savoie, veuve du connétable Anne de Montmorency : il sculpte deux des trois Vertus pour le Monument du cœur du connétable aux Célestins (aujourd'hui, au musée du Louvre). Il sculpte aussi, pour la collégiale Saint-Martin de Montmorency, en 1576 et en 1577, et de nouveau d'après le dessin de l'architecte Jean Bullant, le tombeau du connétable et de son épouse (les gisants en sont aujourd'hui au Musée du Louvre).
En 1585, il reçoit commande du tombeau de Christophe de Thou, pour l'église Saint-André-des-Arts à Paris (vestiges au Musée du Louvre).

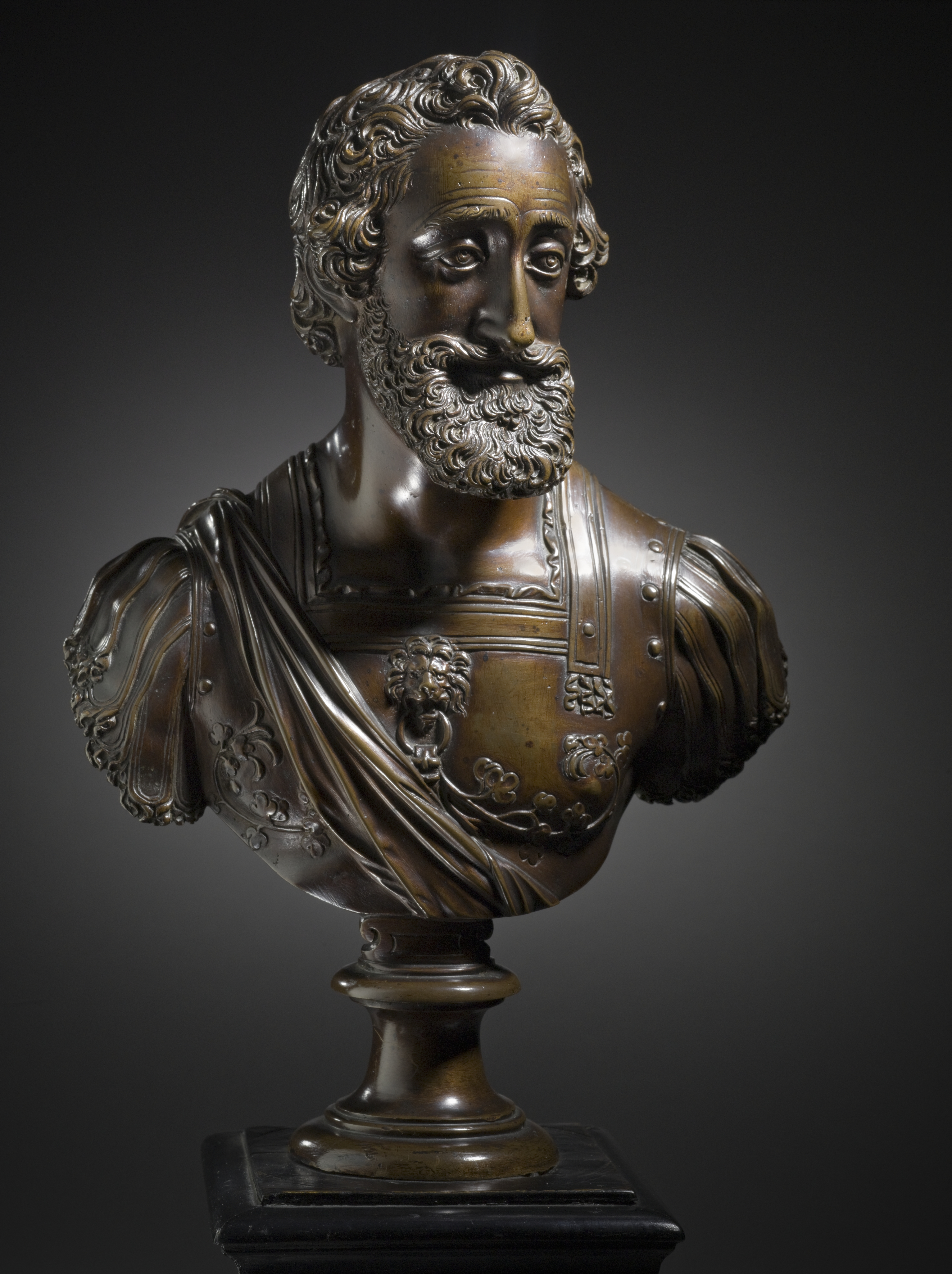
Buste de Henri IV

En 1591 il est nommé sculpteur du roi par Henri IV, titre qui est confirmé en 1594. Son buste en bronze d'Henri IV et de Marie de Médicis (vers 1600) est à l'Ashmolean Museum d'Oxford. La surintendance des bâtiments du roi lui passe commande d'éléments décoratifs pour les façades du Louvre.
Après la fondation par Henri IV du collège royal de La Flèche en 1607, l'église du collège est bâtie sur les plans de l'architecte Louis Métezeau. Le roi prévoit d'y faire placer son cœur et celui de son épouse après leur décès. Barthélemy Prieur est chargé, son gendre Guillaume Dupré à son côté, de concevoir un monumental carditaphe destiné à recevoir les cœurs des souverains, mais le projet est abandonné en 1611. Un dessin témoigne du projet de Prieur, qui a également eu le temps de sculpter une effigie de La Justice (1610, marbre, Washington, The National Gallery of Art) grandeur nature. Les monuments aux cœurs d'Henri IV et Marie de Médicis ne seront réalisés qu'en 1648 au second niveau des bras du transept de l'église, à la faveur de nouveaux travaux décoratifs.
À son décès, Barthélémy Prieur est inhumé au cimetière protestant des Saints-Pères le 22 octobre 1611. Son inventaire après décès a été publié .

## Quelques œuvres
- Monument du cœur du connétable Anne de Montmorency, 1571, marbre blanc et marbre Campan, bronze, musée du Louvre, Paris.
- Gisants du  connétable Anne de Montmorency (1493 - 1567) et de sa femme Madeleine de Savoie (morte en 1586), après 1576, Musée du Louvre.
- Buste de Jean-Baptiste de Gondi, Maître d'Hôtel de Catherine de Médicis, vers 1580-1585, musée du Louvre, Paris[6].
- Monument funéraire de Guillaume de Thou, vestiges, 1585, Musée du Louvre.
- Buste  d'Henri IV, vers 1600, bronze, Ashmolean Museum, Oxford.
- Buste de Marie de Médicis, vers 1600, bronze, Ashmolean Museum, Oxford.
- Henri IV en Jupiter, vers 1600-1610, bronze, musée du Louvre.
- Marie de Médicis en Junon, vers 1600-1610, bronze, musée du Louvre.
- Femme baignant ses pieds, début XVIIe siècle, bronze, National Gallery of Art, Washington.
- Femme nue assise touchant ses pieds, début XVIIe siècle, bronze, Metropolitan Museum of Art, New York.
- La Justice, 1610, marbre, National Gallery of Art, Washington.